# Еухенија Силва
Еухенија Силва (шп. María Eugenia Silva Hernández-Mancha) је шпански модел. Рођена је у Шпанији у Мадриду, а каријеру је започела у Њујорку, средином деведесетих година, пре тога радила је као модел у Шпанији, као и у Милану и у Паризу је стекла велико радно искуство . Једна је од најпознатијих шпанских манекенки. Радила је ревије за Праду, Шанел , Кристијан Диор, Џона Галијана, Елија Саба, Каролину Хереру, Версаче и друге. Појавила се на преко 100 насловних страна светских часописа као што су Воуг, Ел, Космополитен и други.